# Северозападна компания
Северозападната компания за търговия с кожи (на английски: North West Company) е основана през 1780 г. след обединяването на няколко търговци с цел да се намали на монопола на Компанията Хъдсън Бей. Компанията се поддържа главно от шотландци, които мигрират към Монреал след 1760 г. и след Войната за независимост.
В жестока конкуренция в търговията с кожи с Компанията Хъдсън Бей и Американската компания, Северозападната компания разширява бързо своето влияние далеч на запад. През 1789 г. компанията подкрепя Александър Макензи в изследователската му експедиция в района на река Маккензи. Търговията на компанията по река Атабаска е реорганизирана в нов пост, Форт Чипеуян.
През 1790 – 1791 г. компанията се опитва безуспешно да принуди Великобритания да сложи край на монопола на Компанията Хъдсън Бей. В резултат на това се засилва прякото съперничество между двете компании в търговията с кожи. Северозападната компания надделява в това съперничество, след като Макензи достига до Тихия океан през 1793 г. От 1795 г. компанията има вече контрол на 2/3 от канадската търговия с кожи.
През 1798 г. недоволни от положението си търговци в компанията се отделят и основават нова компания. Двете компании се сливат отново през 1804 г. Междувременно сблъсъците с Компанията Хъдсън Бей се увеличават. Благодарение на Дейвид Томпсън и Саймън Фрейзър компанията разширява владенията си. Компанията Хъдсън Бей предприема контрамерки с намерение да основе колония в ключов за Северозападната компания район. В резултат на това сблъсъците между двете компании излизат извън контрол.
До 1820 г. партньори на компанията загрижени за бъдещето си настояват пред управлението да вземе по-крути мерки срещу Компанията Хъдсън Бей. В резултат на това разделението между някои партньори на запад и тези в Монреал се задълбочава. Колониалното правителство настоява двете компании да решат сериозните териториални и правни спорове и да възстановят мира по между си.
През 1821 г. с парламентарен акт се предоставят изключителни търговски права на Компанията Хъдсън Бей и на част от управителите на Северозападната компания. Формира се ново общо дружество, в което основния дялов капитал се държат от Компанията Хъдсън Бей.